# Niels Juel Skinkel
Niels Juel Skinkel (ca. 1686 – oktober 1772) var en dansk officer.
Han var søn af viceadmiral Johan Skinkel (1649-1704) til Gerskov og hustru Elisabeth Sophie Juel (død efter 1704) og endte sin karriere som generalløjtnant.
Skinkel var gift med Anne Elisabeth von der Maase (6. april 1702 – ?). Han var var fader til generalmajor Johan Skinkel (1730-1790), der vistnok var slægtens sidste mand.